# غراهام كالانان
غراهام كالانان (بالإنجليزية: Graham Callinan)‏ هو لاعب قذف أيرلندي، ولد في 8 فبراير 1982 في Blackpool, Cork ‏ في جمهورية أيرلندا.